# Visingsö
Visingsö es una isla situada en la mitad sur del lago Vättern en Suecia.
Se localiza a 30 km al norte de la ciudad de Jönköping y a 6 km al poniente de Gränna, desde donde parten dos transbordadores que conectan con la isla. La isla tiene 14 km de largo y 3 km de ancho, con un área total de 24 km².
De acuerdo a una antigua leyenda, un gigante llamado Vist creó Visingsö al lanzar un bulto de tierra al lago para que su esposa pudiera cruzarlo.

## Historia
En el siglo XII y XIII, el castillo de Näs en el extremo sur de la isla, fue la residencia de la entonces frágil monarquía sueca. Cuatro reyes suecos murieron allí: Carlos VII Sverkersson, Erik X Knutsson, Juan I Sverkersson y Magnus Ladulás. Durante el siglo XVII, la influyente familia Brahe residió en Visingsborg, un castillo en el lado oriente de la isla. Ambos, el castillo de Näs y Visingsborg son reconocidos puntos de referencia de la isla de Visingsö.
En el siglo XIX, la armada sueca plantó robles para proveer madera para futuras construcciones de naves. La madera está ahora lista, pero ya no es requerida para la armada. Consecuentemente, Visingsö está parcialmente cubierta por robles, siendo el resto tierra arable.